# Élections locales écossaises de 2007 à Perth and Kinross
Pour un article plus général, voir Élections locales écossaises de 2007.

Les élections locales écossaises de 2007 à Perth and Kinross se sont tenues le 3 mai 2007.

## Composition du conseil
Majorité absolue : 21 sièges
| Parti               | Sièges  |
| ------------------- | ------- |
| SNP                 | 18 / 41 |
| Conservateur        | 12 / 41 |
| Libéraux-démocrates | 8 / 41  |
| Travailliste        | 3 / 41  |